# Okręgowe rozgrywki w piłce nożnej woj. olsztyńskiego, elbląskiego i suwalskiego (1999/2000)
Drużyny z województwa olsztyńskiego, elbląskiego i suwalskiego występujące w ligach centralnych i makroregionalnych:
- I liga – Stomil Olsztyn
- II liga – Jeziorak Iława
- III liga – Zatoka Braniewo, Granica Kętrzyn, Pomezania Malbork
- IV liga – Mrągovia Mrągowo, MKS Szczytno, Tęcza Biskupiec, Warfama-Rolimpex Dobre Miasto, Stomil II Olsztyn, Motor Lubawa, Mamry Giżycko, Polonia Elbląg, Polonia Pasłęk, Błękitni Orneta

Rozgrywki okręgowe:
- OZPN Olsztyn:

- - Klasa okręgowa (V poziom rozgrywkowy)
  - Klasa A - 2 grupy (VI poziom rozgrywkowy)
  - Klasa B - 4 grupy (VII poziom rozgrywkowy)
  - klasa C (LZS) - podział na grupy (VIII poziom rozgrywkowy)

- OZPN Elbląg:

- - Klasa okręgowa (V poziom rozgrywkowy)
  - Klasa A - 2 grupy (VI poziom rozgrywkowy)
  - klasa B (VII poziom rozgrywkowy)
  - klasa C (LZS) - 2 grupy (VIII poziom rozgrywkowy)

- OZPN Suwałki:

- - Klasa okręgowa (V poziom rozgrywkowy)
  - Klasa A (VI poziom rozgrywkowy)

## Baraże o nową IV ligę
- Rominta Gołdap - Mamry Giżycko 0:0/0:2
- Rominta Gołdap - Olimpia Olsztynek 0:5
- Olimpia Olsztynek ostatecznie nie zagrała w nowej IV lidze

## Klasa okręgowa

### grupa Olsztyn
| Poz. | Klub                       | M  | Pkt. | Bramki | Uwagi               |
| ---- | -------------------------- | -- | ---- | ------ | ------------------- |
| 1    | Sokół Ostróda              | 30 | 61   | 54-27  | IV liga w-m         |
| 2    | Polonia Lidzbark Warmiński | 30 | 60   | 68-20  | IV liga w-m         |
| 3    | Łyna Sępopol               | 30 | 57   | 70-40  | IV liga w-m         |
| 4    | Olimpia Olsztynek          | 30 | 55   | 67-50  | kl. okr. w-m gr.II  |
| 5    | Victoria Bartoszyce        | 30 | 54   | 66-49  | kl. okr. w-m gr.I   |
| 6    | Orlęta Reszel              | 30 | 48   | 49-45  | kl. okr. w-m gr.III |
| 7    | Jurand Barciany            | 30 | 46   | 56-56  | kl. okr. w-m gr.III |
| 8    | Warmia Olsztyn             | 30 | 44   | 44-37  | kl. okr. w-m gr.II  |
| 9    | Start Nidzica              | 30 | 43   | 48-45  | kl. okr. w-m gr.II  |
| 10   | Tęcza Miłomłyn             | 30 | 36   | 49-62  | kl. okr. w-m gr.I   |
| 11   | Ewingi Zalewo              | 30 | 32   | 37-54  | kl. okr. w-m gr.I   |
| 12   | Cresovia Górowo Iławeckie  | 30 | 29   | 44-65  | kl. okr. w-m gr.I   |
| 13   | Huragan Morąg              | 30 | 28   | 44-75  | kl. okr. w-m gr.I   |
| 14   | Czarni Małdyty             | 30 | 27   | 38-60  | kl. okr. w-m gr.I   |
| 15   | GKS LZS Iława              | 30 | 27   | 35-51  | kl. okr. w-m gr.II  |
| 16   | Pisa Barczewo              | 30 | 24   | 38-65  | kl. okr. w-m gr.II  |

### grupa Elbląg
| Poz. | Klub                     | M  | Pkt. | Bramki | Uwagi              |
| ---- | ------------------------ | -- | ---- | ------ | ------------------ |
| 1    | Olimpia Sztum            | 26 | 53   | 62-28  | IV liga pomor.     |
| 2    | Żuławy Nowy Dwór Gdański | 26 | 50   | 51-29  | IV liga pomor.     |
| 3    | Syrena Młynary           | 26 | 47   | 62-39  | IV liga w-m        |
| 4    | MGKS Tolkmicko           | 26 | 40   | 51-30  | kl. okr. w-m gr.I  |
| 5    | Jurand Lasowice Wielkie  | 26 | 39   | 51-43  | kl. okr. pomor.    |
| 6    | Olimpia Kisielice        | 26 | 38   | 47-48  | kl. okr. w-m gr.II |
| 7    | LZS Waplewo              | 26 | 37   | 43-39  | kl. okr. pomor.    |
| 8    | Rodło Kwidzyn            | 26 | 35   | 44-47  | kl. okr. pomor.    |
| 9    | KP Gmina Braniewo        | 26 | 34   | 53-65  | kl. okr. w-m gr.I  |
| 10   | GKS Gardeja              | 26 | 32   | 32-45  | kl. okr. pomor.    |
| 11   | Pogoń Prabuty            | 26 | 29   | 35-55  | kl. okr. pomor.    |
| 12   | Powiśle Stary Targ       | 26 | 28   | 42-63  | kl. okr. pomor.    |
| 13   | Unia Susz                | 26 | 27   | 42-62  | kl. okr. w-m gr.I  |
| 14   | Wałsza Pieniężno         | 26 | 24   | 49-71  | A klasa w-m gr. II |

- KP Gmina Lichnowy wycofała się przed rozpoczęciem sezonu

### Suwałki
| Poz. | Klub                    | M  | Pkt. | Bramki | Uwagi                 |
| ---- | ----------------------- | -- | ---- | ------ | --------------------- |
| 1    | Mazur Ełk               | 28 | 66   | 85-27  | IV liga w-m           |
| 2    | Płomień Ełk             | 28 | 61   | 76-22  | IV liga w-m           |
| 3    | Rominta Gołdap          | 28 | 55   | 82-28  | kl. okr. w-m gr. III  |
| 4    | Znicz/Orkan Biała Piska | 28 | 47   | 57-46  | IV liga w-m           |
| 5    | Mazur Pisz              | 28 | 46   | 54-37  | kl. okr. w-m gr. III  |
| 6    | Pomorzanka Sejny        | 28 | 46   | 54-51  | IV liga podl.         |
| 7    | Czarni Olecko           | 28 | 43   | 57-42  | kl. okr. w-m gr. III  |
| 8    | Druglin Rożyńsk         | 28 | 43   | 30-36  | kl. okr. w-m gr. III  |
| 9    | Polonia Raczki          | 28 | 36   | 40-61  | kl. okr. podl. gr.II  |
| 10   | MKS Orzysz              | 28 | 35   | 56-74  | kl. okr. w-m gr. III  |
| 11   | Rospuda Filipów         | 28 | 30   | 58-79  | kl. okr. podl. gr. II |
| 12   | Vęgoria Węgorzewo       | 28 | 28   | 38-68  | kl. okr. w-m gr. III  |
| 13   | Nida Ruciane-Nida       | 28 | 24   | 33-75  | kl. okr. w-m gr. III  |
| 14   | Pogoń Ryn               | 28 | 21   | 45-72  | kl. okr. w-m gr. III  |
| 15   | Mazur Wydminy           | 28 | 12   | 42-89  | kl. okr. w-m gr. III  |

- Kormoran Bystry wycofał się po rundzie jesiennej
- po sezonie Płomień Ełk i Znicz/Orkan Biała Piska połączyły się, tworząc Płomień Znicz Biała Piska

## Klasa A

### Olsztyn

#### grupa I
| Poz. | Klub                            | M  | Pkt. | Bramki | Uwagi               |
| ---- | ------------------------------- | -- | ---- | ------ | ------------------- |
| 1    | Drwęca Samborowo                | 22 | 54   | 80-24  | kl. okr. w-m gr. I  |
| 2    | Orzeł Janowiec Kościelny        | 22 | 43   | 61-38  | A klasa w-m gr. III |
| 3    | GKS Wikielec                    | 22 | 42   | 75-37  | A klasa w-m gr. IV  |
| 4    | Błękitni Stary Olsztyn          | 22 | 38   | 50-32  | A klasa w-m gr. III |
| 5    | Grunwald Frygnowo               | 22 | 37   | 55-37  | A klasa w-m gr. IV  |
| 6    | Korona Klewki                   | 22 | 36   | 58-41  | A klasa w-m gr. III |
| 7    | Vel Dąbrówno                    | 22 | 26   | 43-69  | A klasa w-m gr. IV  |
| 8    | Gryf Platyny                    | 22 | 21   | 44-58  | A klasa w-m gr. IV  |
| 9    | Iskra Smykówko                  | 22 | 20   | 49-75  | A klasa w-m gr. IV  |
| 10   | Cegielnie Olsztyńskie Unieszewo | 22 | 19   | 38-77  | A klasa w-m gr. III |
| 11   | Sparta Gietrzwałd               | 22 | 19   | 37-75  | A klasa w-m gr. III |
| 12   | Roma Ostrowin                   | 22 | 19   | 34-61  | A klasa w-m gr. IV  |

#### grupa II
| Poz. | Klub                   | M  | Pkt. | Bramki | Uwagi               |
| ---- | ---------------------- | -- | ---- | ------ | ------------------- |
| 1    | Granica Bezledy        | 22 | 49   | 78-32  | kl. okr. w-m gr. I  |
| 2    | Błękitni Pasym         | 22 | 46   | 49-29  | kl. okr. w-m gr. II |
| 3    | MKS Korsze             | 22 | 41   | 56-28  | A klasa w-m gr. I   |
| 4    | LZS Lubomino-Wilczkowo | 22 | 41   | 43-24  | A klasa w-m gr. II  |
| 5    | Coat Bud Jeziorany     | 22 | 36   | 61-55  | A klasa w-m gr. I   |
| 6    | Zryw Jedwabno          | 22 | 31   | 48-49  | A klasa w-m gr. III |
| 7    | Leśnik Nowe Ramuki     | 22 | 29   | 37-47  | A klasa w-m gr. III |
| 8    | LZS Dźwierzuty         | 22 | 28   | 41-48  | A klasa w-m gr. I   |
| 9    | Reduta Bisztynek       | 22 | 24   | 35-51  | A klasa w-m gr. I   |
| 10   | Darzbór Dobry Lasek    | 22 | 22   | 31-36  | A klasa w-m gr. I   |
| 11   | Omulew Wielbark        | 22 | 18   | 32-58  | A klasa w-m gr. III |
| 12   | GLKS Jonkowo           | 22 | 9    | 25-70  | A klasa w-m gr. III |

### Elbląg
| Poz. | Klub                   | Pkt. | Bramki | Uwagi              |
| ---- | ---------------------- | ---- | ------ | ------------------ |
| 1    | Zalew Frombork         | 59   | 63-18  | kl. okr. w-m gr. I |
| 2    | Piast Wilczęta         | 48   | 59-32  | A klasa w-m gr. II |
| 3    | Błękitni Stare Pole    | 41   | 48-38  | A klasa pomor.     |
| 4    | GLKS Gronowo Elbląskie | 38   | 51-43  | A klasa w-m gr. II |
| 5    | Granica Zagaje         | 37   | 53-47  | A klasa w-m gr. II |
| 6    | Tęcza Kamieniec        | 32   | 47-51  | A klasa w-m gr. II |
| 7    | Zalew Batorowo (b)     | 31   | 47-49  | A klasa w-m gr. II |
| 8    | Delta Miłoradz         | 29   | 50-49  | A klasa pomor.     |
| 9    | Nadmorzanin Stegna     | 27   | 37-54  | A klasa pomor.     |
| 10   | Sokół Mareza           | 26   | 53-72  | A klasa pomor.     |
| 11   | Relaks Płoskinia       | 25   | 45-57  | A klasa w-m gr. II |
| 12   | Stolpłyt Elbląg (b)    | 25   | 32-47  |                    |
| 13   | Wisła Korzeniewo (b)   | 22   | 56-84  | A klasa pomor.     |

- Stolpłyt Elbląg wycofał się z rozgrywek po sezonie

### grupa Suwałki
| Poz. | Klub                    | M  | Pkt. | Bramki | Uwagi                |
| ---- | ----------------------- | -- | ---- | ------ | -------------------- |
| 1    | Olimpia Miłki           | 10 | 25   | 33-29  | kl. okr. w-m gr. III |
| 2    | Pogoń Banie Mazurskie   | 10 | 20   | 38-16  | A klasa w-m gr. I    |
| 3    | Kłobuk Mikołajki        | 10 | 17   | 15-15  | A klasa w-m gr. I    |
| 4    | Kar-Bis Nowa Wieś Ełcka | 10 | 13   | 23-13  |                      |
| 5    | Unia Woźnice            | 10 | 9    | 17-27  | A klasa w-m gr. I    |
| 6    | Huragan Olszewo         | 10 | 0    | 7-53   |                      |

- Orzeł Stare Juchy wycofał się z rozgrywek po rundzie jesiennej
- Kar-Bis Nowa Wieś Ełcka i Huragan Olszewo wycofały się z rozgrywek po sezonie

## Klasa B

### Elbląg
| Poz. | Klub                      | Pkt. | Bramki | Uwagi              |
| ---- | ------------------------- | ---- | ------ | ------------------ |
| 1    | Polonia II Pasłęk         |      |        | A klasa w-m gr. II |
| ?    | Błyskawica Postolin       |      |        | B klasa pomor.     |
| ?    | Chrobry Elbląg            |      |        | B klasa w-m gr. V  |
| ?    | Relax Ryjewo              |      |        | B klasa pomor.     |
| ?    | Powiśle II Stary Targ     |      |        | B klasa pomor.     |
| ?    | Spójnia Sadlinki          |      |        | B klasa pomor.     |
| ?    | Powiśle Czernin           |      |        | B klasa pomor.     |
| ?    | Fortel Sztum              |      |        | B klasa pomor.     |
| ?    | GLKS II Gronowo Elbląskie |      |        | B klasa w-m gr. V  |
| ?    | Bałtyk Sztutowo           |      |        | B klasa pomor.     |

### Olsztyn

#### grupa I
| Poz. | Klub                  | Pkt. | Bramki | Uwagi               |
| ---- | --------------------- | ---- | ------ | ------------------- |
| 1    | Copernicus Lubawa     |      |        |                     |
| ?    | Szeląg Zwierzewo      |      |        | A klasa w-m gr. IV  |
| ?    | Czarni Rudzienice     |      |        | A klasa w-m gr. IV  |
| ?    | Orzeł Biesal          |      |        | A klasa w-m gr. IV  |
| ?    | KS Tyrowo             |      |        | B klasa w-m gr. IV  |
| ?    | ZEON Wierzbica        |      |        | B klasa w-m gr. I   |
| ?    | LZS Rożental          |      |        | B klasa w-m gr. I   |
| ?    | Szeląg Stare Jabłonki |      |        | B klasa w-m gr. I   |
| ?    | Jordan Kazanice       |      |        | B klasa w-m gr. I   |
| ?    | Tessa Tuszewo         |      |        | B klasa w-m gr. I   |
| ?    | Płomień Turznica      |      |        | B klasa w-m gr. I   |
| ?    | Bulinek Sampława      |      |        | B klasa w-m gr. III |

- Copernicus Lubawa zrezygnował z awansu i wycofał się po sezonie
- Wierzba Lubawa i Łyna Byszwałd wycofały się w trakcie sezonu

#### grupa II
| Poz. | Klub                  | Pkt. | Bramki | Uwagi              |
| ---- | --------------------- | ---- | ------ | ------------------ |
| ?    | Salęt Boże            |      |        | A klasa w-m gr. I  |
| ?    | Start Kozłowo         |      |        | A klasa w-m gr. I  |
| ?    | Orkan Sątopy-Samulewo |      |        | B klasa w-m gr. II |
| ?    | Unia Rumy             |      |        | B klasa w-m gr. II |
| ?    | Drzewiarz Kolonia     |      |        |                    |
| ?    | Fala Warpuny          |      |        | B klasa w-m gr. II |
| ?    | Orzeł Czerwonka       |      |        | B klasa w-m gr. II |
| ?    | Sprint Kosewo         |      |        |                    |
| ?    | Warmianka Bęsia       |      |        | B klasa w-m gr. II |
| ?    | Strażak Olszyny       |      |        | B klasa w-m gr. II |
| ?    | Classic Kętrzyn       |      |        |                    |

- Drzewiarz Kolonia, Classic Kętrzyn i Sprint Kosewo wycofały się po sezonie
- Sokół Zabiele wycofał się w trakcie sezonu

#### grupa III
| Poz. | Klub                | Pkt. | Bramki | Uwagi               |
| ---- | ------------------- | ---- | ------ | ------------------- |
| ?    | Fortuna Gągławki    |      |        | A klasa w-m gr. III |
| ?    | GKS Stawiguda       |      |        | A klasa w-m gr. III |
| ?    | Tempo Wipsowo       |      |        |                     |
| ?    | Orzyc Janowo        |      |        | B klasa w-m gr. IV  |
| ?    | Korner Wietrzychowo |      |        | B klasa w-m gr. IV  |
| ?    | Mewa Prejłowo       |      |        | B klasa w-m gr. IV  |
| ?    | OSP Gryźliny        |      |        | B klasa w-m gr. IV  |
| ?    | Kormoran Olsztyn    |      |        | B klasa w-m gr. VI  |
| ?    | Waplewianka Waplewo |      |        | B klasa w-m gr. IV  |
| ?    | LZS Kozłowo         |      |        | B klasa w-m gr. IV  |
| ?    | Kuba Napiwoda       |      |        |                     |

- Kuba Napiwoda i Tempo Wipsowo wycofały się po sezonie
- LZS Żelazno wycofał się w trakcie sezonu

#### grupa IV
| Poz. | Klub               | Pkt. | Bramki | Uwagi               |
| ---- | ------------------ | ---- | ------ | ------------------- |
| ?    | Niedźwiedź Ramsowo |      |        | A klasa w-m gr. I   |
| ?    | Danpol Knopin      |      |        | A klasa w-m gr. II  |
| ?    | GLKS Miłakowo      |      |        | A klasa w-m gr. II  |
| ?    | Warmiak Łukta      |      |        | A klasa w-m gr. III |
| ?    | Żabianka Żabi Róg  |      |        | B klasa w-m gr. V   |
| ?    | Jastrząb Ględy     |      |        | B klasa w-m gr. V   |
| ?    | Tajfun Maliniak    |      |        | B klasa w-m gr. V   |
| ?    | Leśnik Boguchwały  |      |        | B klasa w-m gr. V   |
| ?    | Sambia Świątki     |      |        | B klasa w-m gr. VI  |
| ?    | Olimpia Skolity    |      |        | B klasa w-m gr. VI  |
| ?    | LZS Smolajny       |      |        | B klasa w-m gr. VI  |
| ?    | Gronowo Różyń      |      |        | B klasa w-m gr. VI  |

## Klasa C (LZS)

### Olsztyn
- brak danych

### Elbląg

#### podregion Elbląg
| Poz. | Klub                  | Pkt. | Bramki | Uwagi             |
| ---- | --------------------- | ---- | ------ | ----------------- |
| 1    | Błękitni II Ząbrowo   | 38   | 56-33  |                   |
| 2    | LZS Piórkowo          | 35   | 62-35  |                   |
| 3    | LKS Zalew II Batorowo | 33   | 75-41  |                   |
| 4    | LZS Kamiennik Wielki  | 32   | 55-38  |                   |
| 5    | Piast II Wilczęta     | 32   | 64-53  |                   |
| 6    | Victoria Rychliki     | 31   | 51-36  | B klasa w-m gr. V |
| 7    | LZS Pomorska Wieś     | 22   | 39-50  | B klasa w-m gr. V |
| 8    | LZS Markusy           | 16   | 49-89  |                   |
| 9    | LZS Dąbrowa           | 16   | 35-46  |                   |
| 10   | Liga Pakosze          | 4    | 20-79  |                   |

#### podregion Sztum
| Poz. | Klub                  | Pkt. | Bramki | Uwagi          |
| ---- | --------------------- | ---- | ------ | -------------- |
| ?    | LZS Nowa Wioska       |      |        | B klasa pomor. |
| ?    | Czarni Przemysław     |      |        | B klasa pomor. |
| ?    | GKS Kwidzyn           |      |        | B klasa pomor. |
| ?    | Rodło Trzciano        |      |        | B klasa pomor. |
| ?    | Wisła Drewnica        |      |        | B klasa pomor. |
| ?    | Orzeł Watkowice       |      |        | B klasa pomor. |
| ?    | Lisovia Lisewo        |      |        | B klasa pomor. |
| ?    | LZS Pastwa            |      |        |                |
| ?    | LZS Ramzy             |      |        |                |
| ?    | Sorge Stary Dzierzgoń |      |        |                |

## OZPN Ciechanów
- Start Działdowo zajął 2. miejsce w ciechanowskiej klasie okręgowej i awansował do warmińsko-mazurskiej IV ligi
- Iskra Narzym zajęła 8. miejsce w ciechanowskiej klasie okręgowej i została przeniesiona do warmińsko-mazurskiej klasy okręgowej  gr. II
- Wel Lidzbark Welski zajął 11. miejsce w ciechanowskiej klasie okręgowej i został przeniesiony do warmińsko-mazurskiej klasy okręgowej  gr. II
- Kormoran Ruszkowo zajął 13. miejsce w ciechanowskiej klasie okręgowej i został przeniesiony do warmińsko-mazurskiej klasy okręgowej gr. II
- Polonia Iłowo zajęła 14. miejsce w ciechanowskiej klasie okręgowej i został przeniesiony do warmińsko-mazurskiej klasy okręgowej  gr. II
- Iskra Hartowiec zajęła 12. miejsce w ciechanowskiej klasie A i została przeniesiona do warmińsko-mazurskiej klasy A  gr. IV

## OZPN Toruń
- Drwęca Nowe Miasto Lubawskie zajęła 5. miejsce w toruńskiej klasie okręgowej i po wygraniu barażu awansowała do warmińsko-mazurskiej IV ligi
- Zamek Kurzętnik zajął 6. miejsce w toruńskiej klasie okręgowej i został przeniesiony do warmińsko-mazurskiej klasy okręgowej  gr. II
- Rol/Met Jamielnik grał w toruńskiej klasie A i został przeniesiony do warmińsko-mazurskiej klasy A gr. IV
- Drwęca II Nowe Miasto Lubawskie wygrała grupę II toruńskiej klasy B i awansowała do warmińsko-mazurskiej klasy A gr. IV
- Zjednoczeni Lipinki zajęli 3. miejsce w grupie II toruńskiej klasy B, ale wycofali się po sezonie z rozgrywek
- Błękitni Montowo grali w grupie II toruńskiej klasy B, ale wycofali się po rundzie jesiennej z rozgrywek
- Burza Tylice zajęła 6. miejsce w grupie II toruńskiej klasy B i została przeniesiona do warmińsko-mazurskiej klasy B gr. III
- Zamek II Kurzętnik  zajął 7. miejsce w grupie II toruńskiej klasy B i został przeniesiony do warmińsko-mazurskiej klasy B gr. III
- Wel Bratian zajął 9. miejsce w grupie II toruńskiej klasy B i został przeniesiony do warmińsko-mazurskiej klasy B gr. III
- Astoria Mszanowo zajęła 10. miejsce w grupie II toruńskiej klasy B i została przeniesiona do warmińsko-mazurskiej klasy B gr. III
- Wicher Gwiździny zajął 11. miejsce w grupie II toruńskiej klasy B i został przeniesiony do warmińsko-mazurskiej klasy B gr. III

## Nowe zespoły
Copernicus Lubawa, ZEON Wierzbica, KS Tyrowo, LZS Rożental, Warmianka Bęsia, Classic Kętrzyn, Fala Warpuny, Korner Wietrzychowo, Waplewianka Waplewo